# Saxitoxin

Saxitoxin (STX) er en nervegift som naturligt produceres af visse arter af marine dinoflagellater og cyanobakterier. Navnet saxitoxin oprinder fra smørmuslingen (Saxidomus giganteus), hvori det først blev fundet.
Stoffet bruges blandt andet i kemiske våben og optræder i sektion 1 af Chemical Weapons Convention. Det fungerer ved at blokere Na+-kanaler.